# Michelbach-le-Bas
Michelbach-le-Bas là một xã thuộc tỉnh Haut-Rhin trong vùng Grand Est, đông bắc Pháp.